# جين راي
جين راي (بالإنجليزية: Jane Ray)‏ هي رسامة توضيحية بريطانية، ولدت في 1960 في ناحية غابة والثام في لندن ‏ في المملكة المتحدة.

## وصلات خارجية
- الموقع الرسمي